# Psy wojny (film 1980)
Psy wojny (ang. The Dogs of War) – amerykańsko-brytyjski polityczny dramat sensacyjny z 1980 roku w reżyserii Johna Irvina, zrealizowany na podstawie powieści pod tym samym tytułem autorstwa Fredericka Forsytha.
Tytuł nawiązuje do słów Marka Antoniusza ze sztuki Szekspira Juliusz Cezar (akt III, scena 1): Cry „Havoc!”. And let slip the dogs of war (Zakrzyknie: „Zniszczenie!” I spuści psy wojny).
Zdjęcia kręcono w honduraskim Belize, Miami, Nowym Jorku i Londynie.

## Treść
Niepozorny Jamie Shannon jest cenionym najemnikiem. Powracającemu z nieudanej misji w Ameryce Południowej, nowy zleceniodawca proponuje 15 tys. dolarów za przygotowanie zbrojnej misji w niewielkiej afrykańskiej republice Zangaro. Udający ornitologa o nazwisku Keith Brown, Jamie dokonuje rozpoznania terenu przyszłego działania, usiłując w stolicy – Clarence, zdobyć bliższe informacje o sytuacji w kraju i o jego przywódcy – generale Kimbie, krwawym i szalonym dyktatorze. Tam jednak, śledzony jako podejrzany obcokrajowiec, zostaje pobity, aresztowany i poddany torturom. W więzieniu przypadkowo styka się z doktorem Okoye, wcześniejszym kandydatem na prezydenta, ogłoszonym przez dyktatora wrogiem państwa, podobnie jak inny kandydat – pułkownik Bobi, przebywający aktualnie na emigracji. Poszkodowany w więzieniu Jamie ostatecznie zostaje wydalony z Zangaro i z mocno nadszarpniętym zdrowiem powraca do kraju. Na wiadomość, iż wszelkie negocjacje i transakcje z Kimbą są niemożliwe, tajemniczy zleceniodawca – Roy Endean, za kwotę 100 tysięcy dolarów poleca mu przeprowadzenie w Zangaro zamachu stanu. 
W trakcie starannych i długotrwałych przygotowań do misji najemnik odkrywa jej rzeczywisty powód: celem jest nie tylko ogłoszenie prezydentem pułkownika Bobiego, lecz poza tym zagwarantowanie pewnej amerykańskiej spółce wyłączności na eksploatację złóż platyny, stanowiących największe bogactwo kraju. Wraz z kilkoma zaufanymi przyjaciółmi – doświadczonymi najemnikami, oraz grupą tubylczych bojowników dokonuje przewrotu w Clarence, likwidując zbrodniczego dyktatora, ale przygotowany przez niego finał wydarzeń jest całkiem inny od spodziewanego przez mocodawcę…

## Obsada
- Christopher Walken – Jamie Shannon, przywódca najemników
- Tom Berenger – najemnik Drew Blakeley, jego współtowarzysz
- Hugh Millais – Roy Endean, wysłannik mocodawców operacji zbrojnej
- JoBeth Williams – Jessie Shannon, była żona Jamiego
- Colin Blakely – Alan North, dociekliwy dziennikarz tv
- George W. Harris – pułkownik Sekou Bobi
- Maggie Smith – Gabrielle Dexter, kochanka prezydenta Kimby
- Winston Ntshona – doktor Okoye
- Jean-François Stévenin – najemnik Michel Claude
- Paul Freeman – najemnik Derek Godwin
- Hugh Quarshie – oficer policji w Zangaro
- Olu Jacobs – funkcjonariusz celny w Zangaro
- Thomas Baptiste – Dexter, zarządzający w Zangaro hotelem „Independence”
- Terence Rigby – Hackett, handlarz bronią w Londynie, dostawca amunicji
- Christopher Malcolm – Baker, dostawca broni palnej
- Jack Lenoir – Boucher, handlarz bronią w Belgii
- Jean-Pierre Kalfon – Benny Lambert, handlarz bronią w Paryżu
- Robert Urquhart – Lockhart, kapitan frachtowca „Toscana”
- Eddie Tagoe – dowódca oddziału tubylczych żołnierzy-uchodźców z Zangaro
- Shane Rimmer – dr Henry Oaks, lekarz badający Shannona
- David Schofield – człowiek Endeana śledzący Shannona
- José Rabelo – pracownik hotelu „Independence”
- Diana Bracho − zakonnica z misji w Zangaro
- Ed O'Neill – Terry, były najemnik (nieuczestniczący w operacji)